# Herschend Family Entertainment
Herschend Family Entertainment (HFE) ist ein privates Unterhaltungsunternehmen, das mehrere Themenparks und Touristenattraktionen in den Vereinigten Staaten und seit 2021 auch ein Aquarium in Vancouver, Kanada, betreibt. Gegründet von Jack und Pete Herschend aus Branson, Missouri, war HFE in seinen Anfangsjahren als Herschend Enterprises bekannt. In den 1980er Jahren wurde der Name in Silver Dollar City Inc. geändert, und im Jahr 2003 erhielt das Unternehmen seinen heutigen Namen. Der Hauptsitz von HFE befindet sich derzeit in Peachtree Corners, Georgia.
Am 18. März 2025 gab Herschend die Übernahme aller US-Attraktionen von Palace Entertainment von Parques Reunidos bekannt. Dazu zählen über 20 Freizeit- und Wasserparks in zehn Staaten, wie Kennywood und Lake Compounce. Die Transaktion soll zeitnah abgeschlossen werden.

## Geschichte

### Gründung und frühe Entwicklung
Die Geschichte von Herschend Family Entertainment begann 1950, als Hugo, Mary und ihre Söhne Jack und Pete Herschend eine 99-jährige Pacht für die Marvel Cave in Branson, Missouri, übernahmen. Sie starteten mit Höhlenführungen und zogen im ersten Jahr 8.000 Besucher an. Nach dem Tod von Hugo 1955 setzten Mary, Jack und Pete das Geschäft fort und begannen, ein authentisches Ozark-Dorf aus den 1880er Jahren oberhalb der Höhle zu bauen, wobei sie Wert auf die Erhaltung der natürlichen Umgebung legten.

### Eröffnung von Silver Dollar City und Wachstum
1960 eröffnete Silver Dollar City, ein Themenpark, der das Dorf mit Handwerkern, Entertainern und Familienaktivitäten präsentierte. Eine innovative Marketingstrategie war das Austeilen von Silberdollars als Wechselgeld, was zur Verbreitung des Namens beitrug und 125.000 Besucher im ersten Jahr anzog. 1963 fand das erste Handwerksfestival statt, das 19 verschiedene Handwerke wie Holzschnitzerei und Schmiedearbeit präsentierte, was die Besucherzahl auf 500.000 steigerte und Silver Dollar City zur führenden Touristenattraktion in Missouri machte. 1969 wurde der Park durch die Dreharbeiten von fünf Episoden der TV-Serie The Beverly Hillbillies national bekannt.

### Expansion nach Tennessee
1977 erwarb die Herschend-Familie Goldrush Junction in Pigeon Forge, Tennessee, und benannte es in Silver Dollar City Tennessee um. Unter der Leitung der Herschends wurde der Park umfassend renoviert und erweitert. Mit einer Investition von über 1 Million Dollar legten sie den Schwerpunkt auf die Bewahrung und Präsentation der traditionellen Handwerkskünste der Smoky Mountains. Dazu gehörten Vorführungen von Handwerkern, die den Besuchern Einblicke in die lokalen Fertigkeiten und Kulturen gaben, sowie die Integration von Shows, die die regionale Identität widerspiegelten.

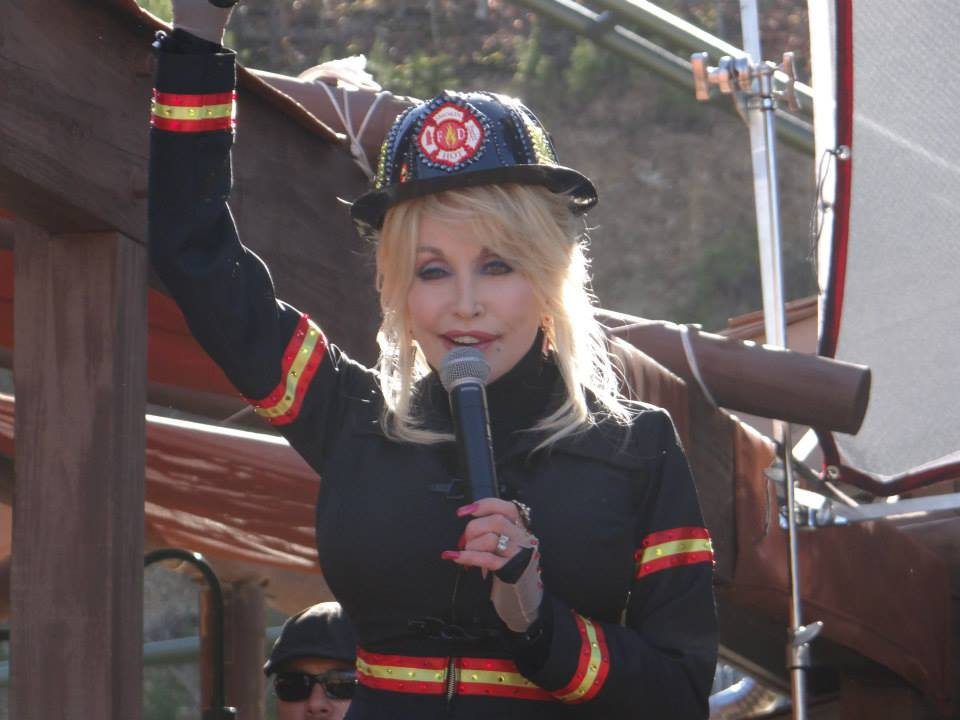
Dolly Parton in Dollywood im Jahr 2014.

### Partnerschaft mit Dolly Parton und Namensänderung
1986 ging Herschend eine bedeutende Partnerschaft mit Dolly Parton ein, um Silver Dollar City Tennessee in Dollywood umzubenennen. Diese Zusammenarbeit führte zu einem starken Anstieg der Besucherzahlen, mit 1,3 Millionen Besuchern im ersten Jahr unter dem neuen Namen. Der Park wurde umgebaut, und neue Bereiche wie Rivertown Junction mit einem Restaurant, Theater und Dolly’s Tennessee Mountain Home wurden hinzugefügt. In den 1980er Jahren änderte das Unternehmen seinen Namen in Silver Dollar City Inc. um.

### Akquisitionen und Namensänderung
2003 änderte das Unternehmen seinen Namen in Herschend Family Entertainment Corporation, um seine diversifizierten Holdings besser widerzuspiegeln, die zu diesem Zeitpunkt 19 Standorte in sechs Bundesstaaten umfassten. 2007 erwarb das Unternehmen den Wild Adventures Theme Park in Valdosta, Georgia, aus dem Konkurs, sowie das Adventure Aquarium in Camden, New Jersey, und das Newport Aquarium in Newport, Kentucky, was die Präsenz im Aquarienbereich stärkte. 2013 erwarb Herschend die Harlem Globetrotters. 2021 wurde Herschend Mehrheitspartner und Betreiber von Kentucky Kingdom in Louisville, Kentucky, was eine weitere Stärkung im Themenparksektor bedeutete. Im selben Jahr kaufte das Unternehmen das Vancouver Aquarium in Vancouver, Kanada, und rettete es vor einer möglichen Schließung aufgrund finanzieller Herausforderungen durch die COVID-19-Pandemie.
Im März 2025 erwarb Herschend Palace Entertainment von Parques Reunidos, was mehrere Parks wie Kennywood und Lake Compounce in das Portfolio aufnahm und die geografische Reichweite erheblich erweiterte.

## Aktuelle Standorte

### Freizeit- und Themenparks
| Name                   | Bild / Logo | Standort                     | Eröffnung | Übernahme | Notiz |
| ---------------------- | ----------- | ---------------------------- | --------- | --------- | --- |
| Dollywood              |             | Pigeon Forge, Tennessee, USA | 1961      | 1976      | Zunächst als Silver Dollar City Tennessee betrieben. Ein Anteil wurde 1986 an Dolly Parton verkauft und der Park in Dollywood umbenannt. |
| Kentucky Kingdom       |             | Louisville, Kentucky, USA    | 1987      | 2021      | Nur als Betreiber. Eigentümer ist die Kentucky State Fair.                                                                               |
| Silver Dollar City     |             | Branson, Missouri, USA       | 1960      | –         | Erster Park von Herschend Family Entertainment. 1950 wurdes durch Herschend erstmals die Marvel Höhle unter dem Park betrieben.          |
| Wild Adventures        |             | Valdosta, Georgia, USA       | 1996      | 2007      | |
| Adventureland          |             | Altoona, Iowa                | 1974      | 2025      | Übernommen von Parques Reunidos |
| Castle Park            |             | Riverside, Kalifornien       | 1976      | 2025      | Übernommen von Parques Reunidos |
| Dutch Wonderland       |             | Lancaster, Pennsylvania      | 1963      | 2025      | Übernommen von Parques Reunidos |
| Idlewild and Soak Zone |             | Ligonier, Pennsylvania       | 1887      | 2025      | Übernommen von Parques Reunidos |
| Kennywood              |             | West Mifflin, Pennsylvania   | 1899      | 2025      | Übernommen von Parques Reunidos |
| Lake Compounce         |             | Bristol, Connecticut         | 1846      | 2025      | Übernommen von Parques Reunidos |
| Story Land             |             | Glen, New Hampshire          | 1954      | 2025      | Übernommen von Parques Reunidos |

### Wasserparks
| Name                       | Standort                                   | Eröffnung | Übernahme | Notiz                                                                     |
| -------------------------- | ------------------------------------------ | --------- | --------- | ------------------------------------------------------------------------- |
| White Water                | Branson, Missouri, USA                     | 1980      | –         |                                                                           |
| Dollywood's Splash Country | Pigeon Forge, Tennessee, USA               | 2001      | –         |                                                                           |
| Splash Island              | Valdosta, Georgia, USA                     | 2003      | 2007      | Im Eintritt zu Wild Adventures inkludiert.                                |
| Hurricane Bay              | Louisville, Kentucky, USA                  | 1998      | 2021      | Im Eintritt zu Kentucky Kingdom inkludiert.                               |
| Adventure Bay              | Altoona, Iowa                              | 2008      | 2025      | Im Eintritt zu Adventureland inkludiert. Übernommen von Parques Reunidos. |
| Noah's Ark Water Park      | Wisconsin Dells, Wisconsin                 | 1979      | 2025      | Übernommen von Parques Reunidos.                                          |
| Raging Waters Los Angeles  | San Dimas, Los Angeles County, Kalifornien | 1983      | 2025      | Übernommen von Parques Reunidos.                                          |
| Sandcastle Waterpark       | West Homestead, Pennsylvania               | 1989      | 2025      | Übernommen von Parques Reunidos.                                          |
| Splish Splash              | Riverhead, New York                        | 1989      | 2025      | Übernommen von Parques Reunidos.                                          |
| Water Country              | Portsmouth, New Hampshire                  | 1984      | 2025      | Übernommen von Parques Reunidos.                                          |
| Wet'n Wild Emerald Pointe  | Greensboro, North Carolina                 | 1984      | 2025      | Übernommen von Parques Reunidos.                                          |

### Aquarien
| Name                   | Standort                            | Eröffnung | Übernahme | Notiz                            |
| ---------------------- | ----------------------------------- | --------- | --------- | -------------------------------- |
| Adventure Aquarium     | Camden, New Jersey, USA             | 1992      | 2007      |                                  |
| Newport Aquarium       | Newport, Kentucky, USA              | 1999      | 2007      |                                  |
| Vancouver Aquarium     | Vancouver, British Columbia, Kanada | 1956      | 2021      |                                  |
| Living Shores Aquarium | Glen, New Hampshire                 | 2019      | 2025      | Übernommen von Parques Reunidos. |
| Sea Life Park          | Waimanalo Beach, Hawaii             | 1964      | 2025      | Übernommen von Parques Reunidos. |

### Attraktionen
| Name                      | Standort                     | Eröffnung | Übernahme | Notiz                                   |
| ------------------------- | ---------------------------- | --------- | --------- | --------------------------------------- |
| Callaway Resort & Gardens | Pine Mountain, Georgia, USA  | –         | 2020      | Gemietet von Cason Callaway Foundation. |
| Talking Rocks Cavern      | Stone Country, Missouri, USA | –         | 1969      |                                         |
| Boomers! Palm Springs     | Palm Springs, Kalifornien    | 1998      | 2025      | Übernommen von Parques Reunidos.        |
| Boomers! Vista            | Vista, Kalifornien           | 1998      | 2025      | Übernommen von Parques Reunidos.        |
| Malibu Grand Prix         | Norcross, Georgia            | 2002      | 2025      | Übernommen von Parques Reunidos.        |
| Mountasia                 | Marietta, Georgia            | 2002      | 2025      | Übernommen von Parques Reunidos.        |

### Dinnershows
| Name                    | Standort                           | Eröffnung   | Notiz |
| ----------------------- | ---------------------------------- | ----------- | ----- |
| Dolly Parton’s Stampede | Pigeon Forge & Branson             | 1988 & 1995 | –     |
| Pirates Voyage          | Myrtle Beach & Pigeon Forge        | 2010 & 2019 | –     |
| Showboat Branson Belle  | Table Rock Lake, Branson, Missouri | 1995        | –     |
| Hatfield and McCoys     | Pigeon Forge                       | 2010        | –     |

### Übernachtungsmöglichkeiten
| Name                                   | Standort                     | Eröffnung | Übernahme | Notiz                            |
| -------------------------------------- | ---------------------------- | --------- | --------- | -------------------------------- |
| Adventureland Campground               | Altoona, Iowa                | –         | 2025      | Übernommen von Parques Reunidos. |
| Cartoon Network Hotel                  | Lancaster, Pennsylvania      | 2020      | 2025      | Übernommen von Parques Reunidos. |
| Dollywood Cabins                       | Pigeon Forge, Tennessee, USA | 2010      | –         |                                  |
| Dollywood's DreamMore Resort           | Pigeon Forge, Tennessee, USA | 2015      | –         |                                  |
| Dollywood's Heartsong Lodge and Resort | Pigeon Forge, Tennessee, USA | 2023      | –         |                                  |
| Flamingo Motel & Suites                | Wisconsin Dells, Wisconsin   | –         | 2025      | Übernommen von Parques Reunidos. |
| Lake Compounce Campground              | Bristol, Connecticut         | 2010      | 2025      | Übernommen von Parques Reunidos. |
| Old Mill Stream Campground             | Lancaster, Pennsylvania      | 2001      | 2025      | Übernommen von Parques Reunidos. |
| Silver Dollar City Campground          | Branson, Missouri, USA       | –         | –         |                                  |
| The Lodge & Spa at Callaway Gardens    | Pine Mountain, Georgia       | 2006      | 2022      |                                  |

### Sport-Unterhaltungs-Franchise
| Name                                    | Standort              | Eröffnung | Übernahme | Notiz           |
| --------------------------------------- | --------------------- | --------- | --------- | --------------- |
| Harlem Globetrotters International Inc. | Atlanta, Georgia, USA | 1926      | 2013      | Basketball-Team |

## Ehemalige Standorte

### Freizeitparks
| Name                | Standort          | Eröffnung | Übernahme | Aufgabe | Verbleib |
| ------------------- | ----------------- | --------- | --------- | ------- | --- |
| American Adventures | Marietta, Georgia | 1990      | –         | 1999    | Verkauf an Premier Parks zusammen mit White Water Atlanta. 2008 an Zuma Holdings weiterverkauft. 2010 Schließung des Parks und Übernahme durch Six Flags. 2017 Abriss. Das Gelände wird nun als Lager, Trainingsgelände und Cafeteria genutzt. |
| Darien Lake         | Darien, New York  | 1981      | 2011      | 2014    | Herschend übernahm den Betrieb des Parks. Von 2014 bis 2018 übernahm dies Premier Parks. Seit 2018 wird der Park von Six Flags betrieben. |
| Elitch Gardens      | Denver, Colorado  | 1890      | 2011      | 2013    | Herschend übernahm den Betrieb des Parks. 2013 übernahm den Betrieb CNL Lifestyle. Der Park wird nun von Premier Parks betrieben. |

### Wasserparks
| Name                      | Standort                | Eröffnung | Übernahme | Aufgabe | Verbleib                                                                 |
| ------------------------- | ----------------------- | --------- | --------- | ------- | ------------------------------------------------------------------------ |
| Hawaiian Falls Dallas     | Dallas, Texas           | 2002      | 2004      | 2006    | 2006 wurden die Parks vom Gründer der Parks, David Busch, zurückgekauft. |
| Hawaiian Falls Garland    | Garland, Texas          | 2003      | 2004      | 2006    | 2006 wurden die Parks vom Gründer der Parks, David Busch, zurückgekauft. |
| Hawaiian Falls The Colony | The Colony, Texas       | 2004      | 2004      | 2006    | 2006 wurden die Parks vom Gründer der Parks, David Busch, zurückgekauft. |
| White Water Oklahoma City | Oklahoma CIty, Oklahoma | 1981      | –         | 1991    | Verkauf an Tierco.                                                       |
| White Water Grand Prairie | Grand Prairie, Texas    | 1982      | –         | 1985    | Verkauf an Wet 'n Wild.                                                  |
| White Water Garland       | Garland, Texas          | 1982      | –         | 1986    | Verkauf an Wet 'n Wild.                                                  |
| White Water Atlanta       | Atlanta, Georgia        | 1984      |           | 1999    | Verkauf an Premier Parks zusammen mit American Adventures.               |

### Sonstiges
| Name                          | Standort                                     | Eröffnung | Übernahme | Aufgabe | Verbleib |
| ----------------------------- | -------------------------------------------- | --------- | --------- | ------- | --- |
| Celebration City              | Branson, Missouri                            | 1999      | 2002      | 2008    | Der Park wurde durch Herschend geschlossen. |
| Classic Cable Car Sightseeing | San Francisco, Kalifornien                   | –         | –         |         | |
| Dixie Stampede                | Orlando, Florida                             | 2003      | 2008      |         | Verkauf an Simon Property Group. |
| Dixie Stampede                | Myrtle Beach, South Carolina                 | 1992      | –         | 2010    | Schließung und Umwandlung in eine Piratenshow. |
| Grand Palace Theatre          | Branson, Missouri                            | 1992      | –         | 1996    | |
| Grand Village Shops           | Branson, Missouri                            | 1993      | –         | 2005    | |
| Music Mansion                 | Pigeon Forge, Tennessee                      | 1994      | –         | 2001    | Verkauf an Anita Bryant. 2005 Weiterverkauf und Umgestaltung in WonderWorks.                                                                                                   |
| Ride the Ducks                | Branson, Missouri Weitere Standorte USA-weit | 1977      | 2004      | 2017    | Verkauf an Ripley Entertainment. 2018 permanente Schließung des Standortes in Branson aufgrund eines tödlichen Unfalls. 2020 wurde der letzte Standort in Seattle geschlossen. |
| Stone Mountain Park           | Stone Mountain, Georgia                      | –         | 1998      | 2021    | Langzeit-Pacht 2021 beendet. |